# Saudiarabiska nationalgardet
Saudiarabiska nationalgardet (SANG; arabiska: الحرس الوطني, al-Ḥaras al-Waṭanī; även Vita armén) är en av tre delar av Saudiarabiens väpnade styrkor. Nationalgardet är under Nationalgardsministeriets administrativa kontroll, snarare än Försvarsministeriet. Den nuvarande ministern är Prins Mutaib bin Abdullah, som utsågs till uppdraget av Kung Abdullah den 27 maj 2013.

## Utrustning

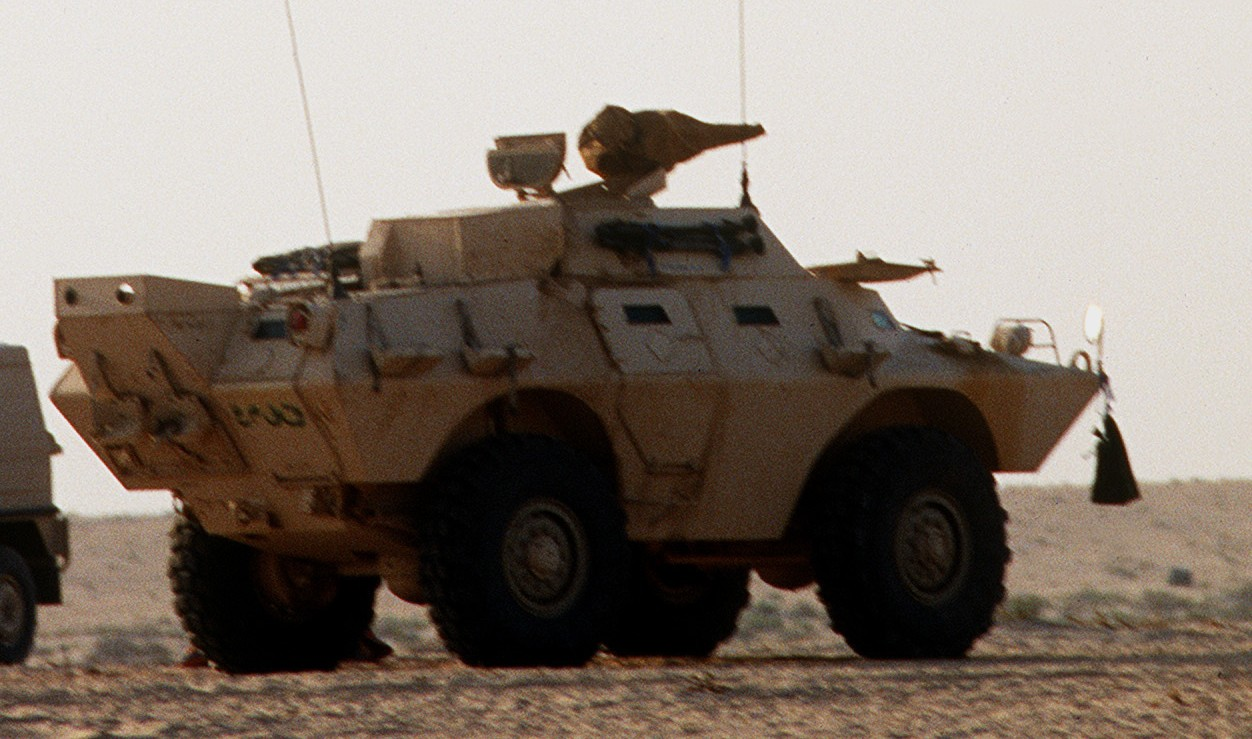
En saudisk V-150, 1991.

SANG har, enligt tradition, avvikande utrustning från den vanliga militären. Nationalgardet innehar inga stridsvagnar, men har flera tusen pansarfordon och pansarskyttefordon. SANG innehar egna helikoptrar och lättare flygplan och alla övriga typer av militär utrustning, inklusive artilleri.
Ett kontrakt värt 2,2 miljarder dollar (ca 18 miljarder SEK) levererade år 2001 724 8×8-drivna pansarskyttefordon av modell LAV‑II i tio variationer. I december 2012 beställde SANG 68 franska flygvärnsfordon av modell "MPCV" (Multi-Purpose Combat Vehicle).

### Fotnoter
1. ↑  Saudi Arabia National Guard ordered 68 MPCV air defense vehicles - Army Recognition, 26 December 2012